# سجیل (موشک بالستیک)
سجیل نسلی از موشک‌های بالستیک میان‌برد ساخت جمهوری اسلامی ایران است. این موشک زمین‌به‌زمین دو مرحله‌ای، دارای ۲ موتور سوخت جامد مرکب است و ۱۹۰۰ کیلومتر برد دارد. این موشک طراحی شد تا در جنگ ایران و اسرائیل استفاده شود.سپاه پاسداران از این موشک در عملیات وعده صادق۳ استفاده کرد.
معرفی کامل 20 تا از موشک های نظامی ایران: از کوتاهبرد تا هایپرسونیک

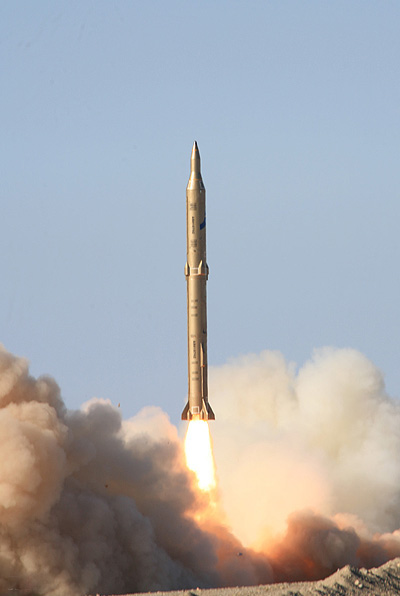
موشک بالستیک میان‌برد سجیل

به گفته کارشناسان نظامی ایران، این موشک مسافت بین سایت هسته‌ای نطنز که اسرائیل تلاش دارد به آن حمله کند تا تل آویو را در عرض ۷ دقیقه طی می‌نماید.
سجیل ۲
در صبح روز چهارشنبه ۲۴ آذر ۱۳۸۸، تلویزیون دولتی ایران، تصاویر آزمایش موفقیت‌آمیز سجیل را پخش کرد. اداره تبلیغات دفاعی سپاه پاسداران انقلاب اسلامی ایران ابراز داشت که این موشک زمین‌به‌زمین، سوخت جامد و دو مرحله‌ای دارد. براساس این گزارش، موشک سجیل-۲، بهینه شده موشک سجیل است که در مقایسه با موشک سجیل زمان پرتاب کمتر و بنابراین از سرعت عملیاتی بیشتری برخوردار است.

### هدایت موشک
سجیل در تمام مراحل پرواز قابلیت مانور دارد و همین امر رهگیری آن را توسط سیستم‌های دفاع هوایی متعارف دشوار می‌کند.
در موشک سجیل ۲ کلاهک موشک دستخوش تغییراتی شد، از جمله اضافه شدن بالک‌های هدایت‌کننده موشک تا لحظه اصابت به هدف هم چون موشک‌های سری قیام ۲ و عماد و … که با استفاده از این بالک‌ها دقت موشک فوق‌العاده بالا رفت و به زیر ۵۰ متر رسید. نحوه هدایت موشک سجیل ۲ ترکیبی از اینرسی+کلاهک و ژیرسکوپ‌های دقیق و Gps می‌باشد.

## نام‌گذاری
نام سجیل به معنی «گِل پخته» به آیه‌ای از قرآن اشاره می‌کند که براساس آن خداوند پرندگانی را که با نوک خود سنگ‌هایی از جنس گل پخته حمل می‌کردند، برای دور کردن متجاوزان به شهر مکه فرستاد و بدین وسیله حتی فیل‌ها زیر تکه‌های گِل مدفون و کشته شدند. 

## گالری

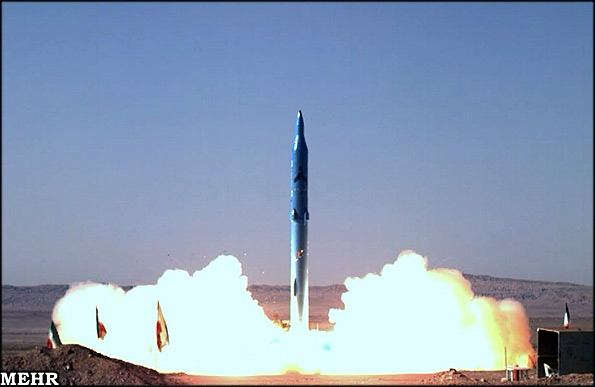
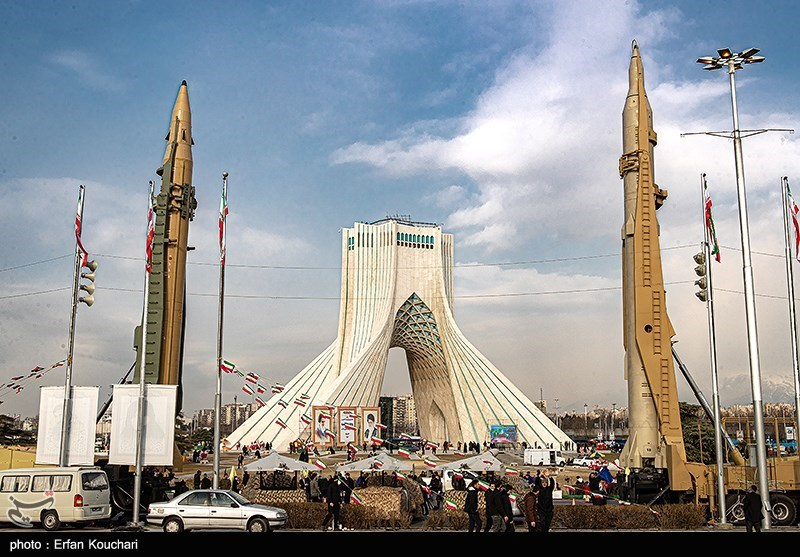
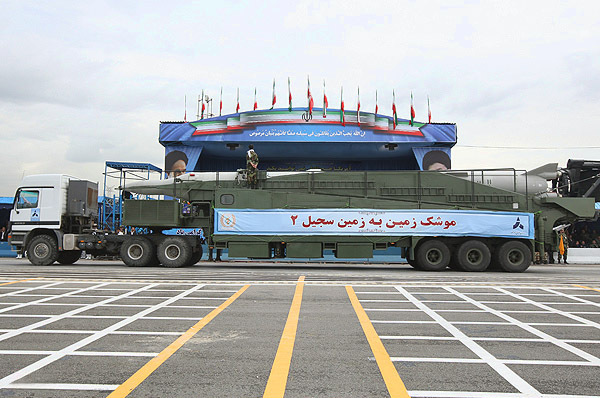